# No Rest for the Wicked (album d'Ozzy Osbourne)
Pour les articles homonymes, voir No Rest for the Wicked.
Albums de Ozzy Osbourne
Tribute
(1987) Best of Ozz
(1989)
Singles
1. Miracle Man
Sortie : 31 octobre 1988
2. Crazy Babies
Sortie : 1988

No Rest for the Wicked est le cinquième album studio d'Ozzy Osbourne. Il est sorti le 22 octobre 1988 sur le label Epic Records une filiale du groupe CBS et a été produit par Keith Olsen et Roy Thomas Baker.

## Historique
Cet album fut enregistré pendant l'été 1988 à Los Angeles dans les studios Enterprise et Goodnight L.A. Il fut produit par Roy Thomas Baker et Keith Olsen à l'exception de "Miracle Man" et "Devil's Daughter" qui furent produits par Keith Olsen uniquement.
C'est le premier album d'Ozzy sur lequel joue Zakk Wylde. Ce dernier fut recruté après l'envoi d'une démo suivi d'une simple audition pour remplacer Jake E. Lee qui avait quitté le groupe en 1987. Il marque aussi le retour du bassiste Bob Daisley qui quitta à nouveau le groupe une fois que l'album fut réalisé, il fut remplacé dans la foulée par Geezer Butler, ex-Black Sabbath, qui assura aussi la tournée de promotion et participa aux clips vidéo réalisés pour les singles "Miracle Man" et "Crazy Babies".
L'album comprend un titre caché, "Hero" qui ne figure pas dans les crédits de l'album à sa sortie. "Miracle Man" est une satire envers le pasteur évangéliste américain Jimmy Swaggart. Ce dernier avait mené une lutte de discrimination sans merci envers la musique rock et Ozzy Osbourne en particulier, après le suicide en 1984, d'un adolescent américain qui écoutait une chanson tirée de cet album "Suicide Solution". Mais Ozzy eut le dernier mot quand Swaggart fut compromis début 1988 dans une affaire avec une prostituée et avoua son penchant pour la pornographie, perdant ainsi toute crédibilité.
La réédition de l'album comprend deux titres bonus, "The Liar" un titre inédit provenant des sessions d'enregistrement de l'album et une version "live" de "Miracle Man" enregistrée le 4 juin 1989 au Tower Theatre à Philadelphie.
L'album se classe à la 13e place du Billboard 200 aux États-Unis où il se vendra à plus de deux millions d'exemplaires.

## Liste des titres
| No | Titre                  | Auteur                                                  | Durée |
| -- | ---------------------- | ------------------------------------------------------- | ----- |
| 1. | Miracle Man            | Ozzy Osbourne, Zakk Wylde, Bob Daisley                  | 3:44  |
| 2. | Devil's Daughter       | Osbourne, Wylde, John Sinclair, Randy Castillo, Daisley | 5:14  |
| 3. | Crazy Babies           | Osbourne, Wylde, Castillo, Daisley                      | 4:14  |
| 4. | Breaking All the Rules | Osbourne, Wylde, Sinclair, Castillo, Daisley            | 5:15  |
| 5. | Bloodbath in Paradise  | Osbourne, Wylde, Sinclair, Castillo, Daisley            | 5:02  |
| 6. | Fire in the Sky        | Osbourne, Wylde, Sinclair                               | 6:24  |
| 7. | Tattooed Dancer        | Osbourne, Wylde, Daisley                                | 3:23  |
| 8. | Demon Alcohol          | Osbourne, Wylde, Daisley                                | 4:27  |
| 9. | Hero                   | Osbourne, Wylde, Sinclair, Castillo, Daisley            | 4:49  |

Titres bonus réédition 2002
| No  | Titre              | Auteur                             | Durée |
| --- | ------------------ | ---------------------------------- | ----- |
| 10. | The Liar           | Osbourne, Wylde, Sinclair, Daisley | 4:29  |
| 11. | Miracle Man (live) | Osbourne, Wylde, Daisley           | 3:47  |

## Musiciens
- Ozzy Osbourne - chant
- Zakk Wylde - guitares
- Bob Daisley - basse
- Randy Castillo - batterie

Musiciens additionnels
- John Sinclair: claviers
- Geezer Butler: basse sur le titre 11

## Charts et certifications
| Pays        | Durée du classement | Meilleur classement |
| ----------- | ------------------- | ------------------- |
| Allemagne   | 4 semaines          | 29e                 |
| États-Unis  | 27 semaines         | 13e                 |
| Norvège     | 4 semaines          | 12e                 |
| Royaume-Uni | 4 semaines          | 23e                 |
| Suède       | 2 semaines          | 18e                 |
| Suisse      | 2 semaines          | 26e                 |

| Pays       | Certification | Ventes      | Date       |
| ---------- | ------------- | ----------- | ---------- |
| Australie  | Or            | 35 000 +    | 2021       |
| Canada     | Platine       | 100 000 +   | 21/12/1988 |
| États-Unis | 2 × Platine   | 2 000 000 + | 15/08/1997 |

Charts singles
| Année | Single        | Chart            | Durée du classement | Position |
| ----- | ------------- | ---------------- | ------------------- | -------- |
| 1988  | "Miracle Man" | UK Singles Chart | 2 semaines          | 87e      |

## Note
- Le 20 juin 2007 sort au Japon une version remasterisée de l'album. Celle-ci ressemble à un petit vinyle. On peut l'acheter seul pour 34 USD ou en coffret avec les autres disques remasterisés cette année-là pour 295 USD.